# Coupe des nations de saut d'obstacles 2005
Navigation
Édition précédente Édition suivante
La Coupe des nations de saut d'obstacles 2005 (Samsung Super League 2005), est la 3e édition du circuit coupe des nations organisé par la FEI. Elle a eu lieu du 5 mai au 18 septembre 2005, et a été remportée par les États-Unis.

## Calendrier 2005
| \| La Baule-Escoublac Rome Saint-Gall Rotterdam Aix-la-Chapelle Barcelone Hickstead Dublin \| Villes accueillant la coupe des nations de saut d'obstacles en 2005. |
| La Baule-Escoublac Rome Saint-Gall Rotterdam Aix-la-Chapelle Barcelone Hickstead Dublin                                                                            |

| Date                   | Lieu                                                     | Vainqueur   |
| ---------------------- | -------------------------------------------------------- | ----------- |
| 5 - 8 mai 2005         | Jumping international de France La Baule, France CSIO-5* | États-Unis  |
| 26 - 29 mai 2005       | Rome, Italie CSIO-5*                                     | Royaume-Uni |
| 02 - 5 juin 2005       | Saint-Gall, Suisse CSIO-5*                               | France      |
| 16 - 19 juin 2005      | Rotterdam, Pays-Bas CSIO-5*                              | Suisse      |
| 28 - 31 juillet 2005   | Hickstead, Grande-Bretagne CSIO-5*                       | Allemagne   |
| 3 - 7 août 2005        | Dublin, Irlande CSIO-5*                                  | Royaume-Uni |
| 23 - 28 août 2005      | Aix-la-Chapelle, Allemagne CSIO-5*                       | États-Unis  |
| 15 - 18 septembre 2005 | Barcelone, Espagne CSIO-5*                               | Pays-Bas    |

## Classement final
|          | Équipe      | Points | Points     | Points    | Points    | Points | Points          | Points    | Points | Total |
| La Baule | Équipe      | Rome   | Saint-Gall | Rotterdam | Hickstead | Dublin | Aix-la-Chapelle | Barcelone |        | Total |
| -------- | ----------- | ------ | ---------- | --------- | --------- | ------ | --------------- | --------- | ------ | ----- |
| 1        | États-Unis  | 10     | 7          | 4         | 0.5       | 7      | 4.5             | 10        | 12     | 55.0  |
| 2        | Allemagne   | 4      | 5          | 6         | 6         | 10     | 7               | 1         | 7      | 46.0  |
| 3        | Royaume-Uni | 7      | 10         | 2.5       | 1         | 3      | 10              | 3.5       | 4      | 41.0  |
| 4        | Suisse      | 2.5    | 3.5        | 6         | 10        | 1      | 1.5             | 3.5       | 12     | 40.0  |
| 5        | Pays-Bas    | 1      | 3.5        | 0.5       | 2         | 5      | 0.5             | 6         | 20     | 38.5  |
| 6        | France      | 5      | 2          | 10        | 3         | 0      | 1.5             | 6         | 1.5    | 29    |
| 7        | Irlande     | 0.5    | 0.5        | 2.5       | 4         | 4      | 3               | 0.5       | 7      | 22    |
| 8        | Belgique    | 2.5    | 1          | 1         | 6         | 4      | 4.5             | 2         | 1.5    | 20.5  |

- 8e : relégation en Promotional League

Le calcul des points s'effectue dans l'ordre suivant : 10 point pour l'équipe gagnante puis pour les suivants 7, 5, 4, 3, 2, 1 jusqu'à 0,5 point pour la huitième place. Les points de la dernière épreuve sont doublés. En cas d'égalité, les points des places occupés par les équipes concernées sont additionnés puis divisés à parts égales.